# Moskalenkî, Hluhiv
Moskalenkî (în ucraineană Москаленки) este un sat în comuna Prîvillea din raionul Hluhiv, regiunea Sumî, Ucraina.

## Demografie
Componența lingvistică a localității Moskalenkî
     Ucraineană (100%)
Conform recensământului din 2001, toată populația localității Moskalenkî era vorbitoare de ucraineană (100%).